# اللغة الناوروية
اللغة الناورونية هي لغة من عائلة اللغة الاسترالاسيانية، وتستخدم في الأساس في ناورو، حيث يتحدث بها حوالي 7000 نسمة. وهم تقريباً نصف سكان الدولة، فأغلب السكان يتحدثون بالإنجليزية.